# Núñez (Corvera)
Núñez (en asturiano y oficialmente: Nuña)
es un lugar que pertenece a la parroquia de Cancienes en el concejo de Corvera de Asturias (Principado de Asturias). Se encuentra a 210 m s. n. m. y está situado a 2 km de la capital del concejo, Nubledo. 

## Población
En 2020 contaba con una población de 31 habitantes (INE 2020) repartidos en 13 viviendas.